# En ha-Szelosza
En ha-Szelosza (hebr. עין השלושה) – kibuc położony w Samorządzie Regionu Eszkol, w Dystrykcie Południowym, w Izraelu. Członek Ruchu Kibuców (Ha-Tenu’a ha-Kibbucit).

## Położenie
Leży w zachodniej części pustyni Negew, przy granicy Strefy Gazy.

## Historia

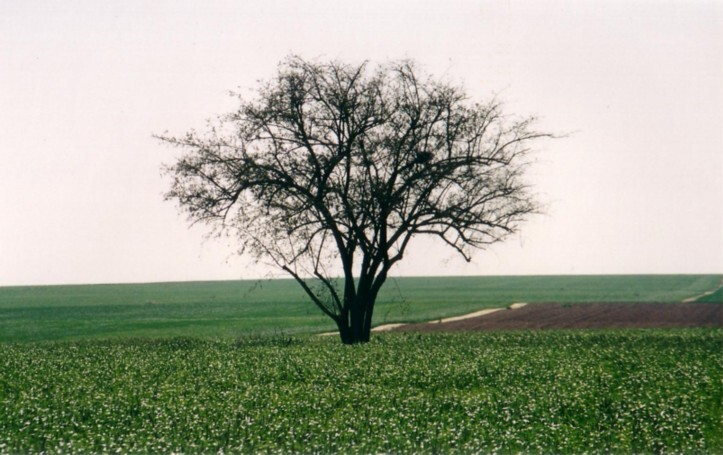
Pola uprawne przy kibucu En ha-Szelosza

Kibuc został założony w 1950 przez imigrantów z Ameryki Południowej.

## Gospodarka
Gospodarka kibucu opiera się na intensywnym rolnictwie i hodowli drobiu.